# Royal Leamington Spa
Royal Leamington Spa, també coneguda com a Leamington Spa o simplement Leamington, és una localitat i estació balneària situada a la part central de Warwickshire al sud de Birmingham, (Regne Unit). La seva població era de 39.940 al 2008. La seva principal atracció turística és tot allò relacionat amb les aigües termals i la fundació del lawn tennis.
Coneguda antigament com a Leamington Priors, el seu creixement va començar quan es van popularitzar les propietats medicinals de les seves aigües, gràcies a l'acció dels doctors Kerr i Lambe, al darrer quart del s.XVIII. Durant el s XIX, la ciutat va ser una de les que més va créixer a tota Anglaterra i, segons dades de 2011, la seva població era de 49.491 habitants.
En estar situada amb prou feines a 12 quilòmetres de la Universitat de Warwick, disposa de nombrosos allotjaments per als estudiants d'aquesta universitat i per això avui dia és coneguda pel seu ambient universitari i juvenil.

## Ciutats germanes
- Sceaux, en el departament francès d'Alts del Sena.
- Brühl, a Renania del Nord-Westfàlia, Alemanya.
- Heemstede, als Països Baixos.

## Personalitats
- Ernest Belfort Bax, escriptor, periodista i pensador de la segona meitat del s. XIX i principis del s. XX.
- Aleister Crowley - ocultista i alquimista de finals del s. XIX i la primera meitat del s. XX.
- Robert Simpson, musicòleg i compositor del segle xx.
- Wilfrid Mellers (1914-2008), escriptor, musicòleg, compositor i crític musical.